# 1572 Posnania
1572 Posnania (1949 SC) là một tiểu hành tinh vành đai chính được phát hiện ngày 22 tháng 9 năm 1949 bởi Andrzej Kwiek và Jerzy Dobrzycki ở Poznan, Ba Lan.